# 1453
1453 (MCDLIII) fue un año común comenzado en lunes del calendario juliano. Fue el año 1453 de la era común y del anno Domini, el año 453 del segundo milenio, el año 53 del siglo XV y el cuarto año de los años 1450.
Frecuentemente se le suele citar como el año final de la Edad Media por los historiadores que definen el período medieval como el tiempo transcurrido entre la caída del Imperio Romano de Occidente y la caída del Imperio Romano de Oriente (Bizancio).

## Acontecimientos

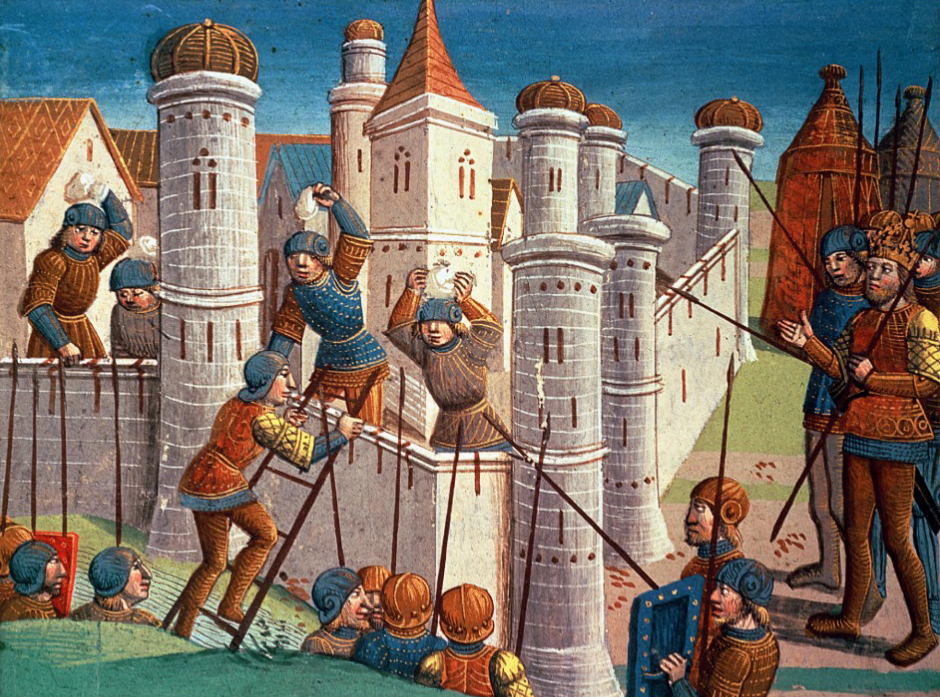
«Asedio de Constantinopla», pintura de 1499.

- 6 de enero: Austria es reconocida como archiducado por Federico III del Sacro Imperio.
- 31 de enero: en Constantinopla (actual Estambul, Turquía), el militar genovés Giovanni Giustiniani se presenta al mando de 720 hombres para asistir a la defensa de la ciudad.
- Abril: los turcos otomanos toman las islas Príncipe como prólogo a la toma de Constantinopla.
- 6 de abril: el sultán Mehmed II comienza su asedio de Constantinopla, que caerá el 29 de mayo de 1453.[2]
- 12 de abril: Constantinopla es cañoneada por los turcos otomanos.
- 23 de abril: los otomanos rompen el bloqueo griego del puerto de Constantinopla transportando 76 navíos por tierra.
- 22 de mayo: ocurre un eclipse lunar.
- 29 de mayo: caída de Constantinopla. 
  - Fin del Imperio romano oriental y ―según algunas periodizaciones― de la Edad Media.
  - Constantinopla, luego renombrada como Estambul, se convierte en la nueva capital del emergente Imperio otomano.
- 5 de junio: se confiscan los bienes del comerciante francés Jacques Coeur para dar satisfacción real a Carlos VII.
- 22 de junio: Juan II de Castilla ordena ejecutar al condestable don Álvaro de Luna, acusado de herejía por Isabel de Portugal.
- 4 de julio: en la plaza de Breslau (Polonia) 41 judíos son quemados vivos públicamente.
- 17 de julio: el ejército francés de Jean Bureau derrota al ejército inglés de John Talbot de Shrewsbury (quien muere en la batalla) en la batalla de Castillon, la última de la guerra de los Cien Años.[3]
- 23 de julio: en la villa de Gantes (Bélgica), el ejército de Felipe el Bueno aplasta la rebelión de Gantes y mata a unos 20 000 civiles.
- En julio, el rey Enrique VI de Inglaterra comienza a ser mentalmente inestable, por lo que Ricardo de York se convierte en regente.
- 19 de octubre: fin de la guerra de los Cien Años. 
  - Los franceses recapturan Burdeos. En suelo francés, los ingleses solo retienen la villa de Calais. Sin embargo, y a pesar del cese de hostilidades, no se firmó ningún tratado oficial hasta la Paz de Picquigny de 1475.
- 2 de noviembre: reaparece en el cielo el cometa Halley. Cinco órbitas antes, en 1074, había sido incluido en el tapiz de Bayeux, que conmemoraba la victoria normanda en la batalla de Hastings, tras la cual se iniciaría el conflicto entre franceses e ingleses que desembocaría en la guerra de los Cien Años.

### Sin fecha
- La caída de Constantinopla estimula a los poderes occidentales a encontrar nuevas rutas comerciales, iniciando la Era de los Descubrimientos.
- Los sabios bizantinos huyen a Occidente, fundando las bases del Renacimiento.
- Se funda la Universidad de Estambul, una de las universidades más antiguas de Europa y la más antigua de Turquía. Fue modernizada por Kemal Atatürk en 1933.
- En Praga, Ladislao Póstumo es coronado rey.
- En Persia sube al trono Uzun Hassan.
- Los Estados de Cominges se incorporan a la Corona de Francia, siendo heredados por Carlos VII de Francia.

## Nacimientos
- 6 de febrero: Girolamo Benivieni, poeta y música florentino (f. 1542).
- 25 de marzo: Pedro Fernández de Villegas, humanista español (f. 1536).
- 1 de septiembre: Gonzalo Fernández de Córdoba, el "Gran Capitán", militar español. (f. 1515).
- 13 de octubre: Eduardo de Westminster, príncipe galés (f. 1471).[4]
- 15 de noviembre: Alfonso de Castilla, príncide asturiano (f. 1468).
- 22 de noviembre: Jacob Obrecht, compositor flamenco (f. 1505).
- Alfonso de Albuquerque, almirante portugués (f. 1515).

## Fallecimientos
- 28 de febrero: Isabella de Lorraine, aristócrata francesa (n. 1400).
- 29 de mayo: 
  - Constantino XI, último Emperador Romano, muerto en batalla (n. 1404).
  - Giovanni Giustiniani, capitán italiano.
  - Atanasio II de Constantinopla, patriarca bizantino.
- 2 de junio: Álvaro de Luna, aristócrata castellano.
- 3 o 4 de junio: Lucas Notaras, último megaduque del Imperio Romano Oriental.
- 17 de julio: 
  - John Talbot, I conde de Shrewsbury, aristócrata y militar inglés.[5]
  - Dmitri Shemiaka, gran príncipe de Moscú.
- 20 de julio: Enguerrand de Monstrelet, cronista francés.
- 24 de diciembre: John Dunstable, compositor inglés (n. 1390).